# Miss Israël 2003
 (avril 2018).

## Résultats

### Classements
| Résultats        | Candidates                                                    |
| ---------------- | ------------------------------------------------------------- |
| Miss Israël 2003 | - (en)Sivan Klein                                             |
| 1ère dauphine    | - Miri Levy                                                   |
| 2ème dauphine    | - Stavit Budin                                                |
| 3ème dauphine    | - Shahar Nehorai                                              |
| Top 6            | - matar cohen - shimrit cohen                                 |
| Top 10           | - nivit bash - orit fisher - Liraz Leibovich - alina shtotman |